# Momères
Momères település Franciaországban, Hautes-Pyrénées megyében. Lakosainak száma 731 fő (2022. január 1.). Momères Odos, Bernac-Debat, Horgues, Saint-Martin és Salles-Adour községekkel határos.

## Népesség
A település népességének változása:
| Lakosok száma | 715  | 755  | 775  | 759  | 752  | 744  | 737  | 732  | 731  |
|               | 2013 | 2015 | 2016 | 2017 | 2018 | 2019 | 2020 | 2021 | 2022 |